# Steve Meretzky
Steve Meretzky (né le 1er mai 1957) est un créateur de jeux vidéo américain. Il a été vice-président de Playdom de 2008 à 2013. En novembre 2016, il devient vice-président de King.

## Ludographie
Infocom
- Planetfall (1983)
- Sorcerer (1984)
- The Hitchhiker's Guide to the Galaxy (1984)
- A Mind Forever Voyaging (1985)
- Leather Goddesses of Phobos (1986)
- Stationfall (1987)
- Zork Zero: The Revenge of Megaboz (1988)
- Lane Mastodon vs. the Blubbermen (1988)

Activision
- Leather Goddesses of Phobos 2: Gas Pump Girls Meet the Pulsating Inconvenience from Planet X! (1992), (sous label Infocom)

Legend Entertainment
- Spellcasting 101: Sorcerers Get All The Girls (1990)
- Spellcasting 201: The Sorcerer's Appliance (1991)
- Spellcasting 301: Spring Break (1992)
- Superhero League of Hoboken (1994)

Boffo Games
- Hodj 'n' Podj (1995), Virgin Interactive Entertainment
- The Space Bar (1997), Rocket Science Games, SegaSoft